# NGC 1790
NGC 1790 — группа звёзд в созвездии Возничий.
Этот объект входит в число перечисленных в оригинальной редакции «Нового общего каталога».
Состоит примерно из дюжины звёзд 10-12 величины. Джон Гершель назвал NGC 1790 «красивым объектом». RNGC относит группу к категории «несуществующих» объектов.